# Emperor: Battle for Dune
Emperor: Battle for Dune — компьютерная игра в жанре трёхмерной стратегии в реальном времени из серии игр по произведениям Фрэнка Герберта о Дюне. Выпущена студией Westwood Studios, разработавшей две предыдущие игры серии: Dune II и Dune 2000, а также основанную на геймплее игр серии Command & Conquer. Первое упоминание об игре появляется в игре Red Alert 2 в разделе видеоанонсов.

## Сюжет
Emperor вышел вскоре после появления игры Dune 2000, являвшейся ремейком Dune II. Император Коррино был убит своей наложницей Эларой. Ландсраад окунулся в хаос.
Космическая гильдия предложила трём Великим Домам (Атрейдесам, Ордосам и Харконненам), принять участие в войне асассинов на планете Арракис за право полного владения ей, стать новым лидером Ландсраада и Императором всей известной Вселенной.

## Кампания
В кампании предстоит захватить Арракис. Как и раньше, доступны три Великих Дома:
- Дом Атрейдес — благородный Дом с планеты Каладан. Под руководством герцога Ахилла (Duke Achillus) армия Атрейдесов ведёт борьбу за золотой львиный трон. Атрейдесы отказались от штурмовиков, поставив на службу к лёгкой пехоте снайперов и пехоту «Кинжал». Арсенал Атрейдесов претерпел большие изменения. Теперь в качестве основной ударной силы выступают шагающие танки Мангуст и Минотавр. Особым оружием по-прежнему является звуковой танк (Sonic Tank). Супер-оружием дворца является удар ястреба, проекция, пугающая отряды противника и заставляющая их отступать с поля поя. Особенностью Атрейдесов является способность вводить элитную пехоту обратно в бараки, тем самым позволяя строить солдат того же типа, но званием выше.
- Дом Харконнен — антипод Атрейдесов, Харконнены ведут жестокую политику основанную на терроре. Родиной Харконненов является планета вулканической пустоши — Гайди Прайм. Правитель Дома барон Раккан Харконнен вступил в борьбу за Арракис и трон золотого льва. У Барона есть два сына: Копек Харконнен и Гансенг Харконнен, чья борьба за статус правителя Дома отражается в кампании. На службу к пехоте Харконненов добавили огнемётную пехоту, способную в секунды спалить вражескую пехоту и нанести существенный урон лёгкой технике, так же инженеры были снабжены слабыми пистолетами для самозащиты. Арсенал Харконненов почти не изменился, добавились огнемётный танк и чернильная катапульта. Особым оружием является опустошитель второй модели (Devastator MKII), гигантский танк на трёх ногах, оснащённый двумя плазменными пушками и батареей мини-ракет. Супер-оружием дворца является ракета «Рука смерти», оставляющая после себя на месте взрыва пятно радиации. Интересно то, что главные действующие лица компании являются аллюзией на барона Владимира Харконнена, Фейд-Рауту Харконнена и Раббана Харконнена из первой книги Фрэнка Герберта «Дюна».
- Дом Ордос — мало известно об этом Доме с ледяной планеты Сигма Драконис IV. Жители одержимы алчностью и жаждой заработать как можно больше денег, так как в основном на планету всё попадает путём импорта. В бой за трон золотого льва выступают вероятные правители Ордосов Экзекьютрикс — четыре существа, связанные единым разумом. Свои приказы передают посредством спикера (Speek), объединённого с Экзекьютрикс. Лёгкую пехоту Ордосов заменили химической пехотой, добавились миномётчики и на обычную службу поступили диверсанты. Арсенал почти полностью изменился, боевой танк поставили на воздушную подушку и оснастили лазером и силовым полем, Кобра Ордосов стала самым сильным осадным оружием. Особым оружием выступает девиатор, стреляющий газом, который переводит вражеский юнит во временное владение игрока. Супер-оружием дворца является молния хаоса, сводящая с ума турели и технику временно заставляя стрелять друг в друга.

В режиме кампании, в зависимости от выбранной стороны, одновременно можно заключить альянс с тремя Домами из доступных четырёх, в режиме схватки — до двух. В кампании перед захватом территории можно узнать, какой малый Дом там располагается, что влияет и на брифинг. Для заключения договора необходимо два раза подряд выполнить задание малого Дома. Если все требования выполнены, в разделе построек появится специфическое здание, создающее 2 уникальных юнитов. Малый Дом может расторгнуть договор в случае провала задания как при подготовке его заключения, так и после; союз немедленно разрывается, если заключить союз с противоборствующим Домом. Так же в кампании можно встретить контрабандистов. В зависимости от ситуации им можно помогать или наоборот противостоять, что впоследствии может обеспечить снабжение на картах или рейды на ваши базы. С контрабандистами нельзя заключить альянс.
Сардаукары — некогда преданные Императору воины-фанатики. В игре представляют собой пехоту Имперские Сардаукары и Элитные Имперские Сардаукары. Первые оснащены шестиствольными пулемётами, эффективными против пехоты и лёгкой техники. Вторые укомплектованы лазерным оружием, стреляющим как по земле, так и по воздуху и ножом, которым они режут зазевавшихся врагов. При соприкосновении луча лазера и защитного поля происходит субатомный взрыв (эффект Хольцмана) уничтожающий стрелка и его цель.
Дом Икс — представители самой высокоразвитой планеты вселенной. Представлены невидимым «Инфильтратором», взрывающимся при атаке и «Танком-проектором», способным создавать голограмму любого наземного юнита на поле боя, причём голограмма при этом может стрелять и наносить повреждения. При соприкосновении с врагом или его выстрелом в неё — исчезает. Так же голограмма обладает ограниченным временем существования.
Тлейлаксу — мастера генной инженерии. В игре представлены религиозными фанатиками, полагающими, что машины — это зло. Из-за своих технологий их не любят. У них есть две уникальных единицы, Контаминаторы и Пиявки, ни одна из которых не появляется в оригинальных книгах.

Контаминаторы

«Контаминатор» (Заражатель) — ужасно деформированный мутант, порожденный в Чанах Плоти и несущий в себе смертельный вирус, способный превращать людей в ему подобных. Любая пехота, убитая в ближнем бою с ними, будет рождена заново как Контаминатор, находящийся под командой игрока. Контаминатор эффективен только против пехоты, его атака слаба против техники и зданий.

Пиявки

«Пиявки» являются биогенетическим резервуаром, создающим свои копии, внедряя личинки во вражеские транспортные средства. Это постоянно повреждает транспортное средство хозяина, пока цель не разрушена. Младенческая личинка может быть удалена выстрелом в транспортное средство, или при использовании инженера пехоты, для удаления хирургическим путём (Атрейдесы используют свою ремонтную машину). Пиявка чрезвычайно быстра.
Фремены — коренное население Дюны, отличные бойцы, способные на равных противостоять Императорским Сардукарам. Представлены «Фременом-воином» и «Федайкеном». Оба юнита невидимы всё время, пока не стреляют. Воин является лучшим снайпером в игре. Федайкен стреляет звуковой пушкой, также он может оседлать песчаного червя, для этого надо выйти им на песок и «развернуть» его, через некоторое время он призовёт червя и тот будет под вашим управлением.
Космическая гильдия — для которой жизненно важно сохранить стабильность поставок Спайса. Представлены мутировавшим существом, которое испускает электрические разряды, убивающие пехоту и «NIAB-танком», способным телепортироваться в любое место на карте и хорошо уничтожающим технику.

## Саундтрек
Музыка была написана тремя композиторами — Фрэнк Клепаки, Дэвид Аркенстоун, Джаррид Мендельсон.
| Дом Атрейдес (F. Klepacki) | Дом Харконнен (D. Arkenstone) | Дом Ордос (J. Mendelson) | Официальный Саундтрек | Общие треки               |
| --- | --- | --- | --- | ------------------------- |
| 1. Atreides Menu 2. Atreides Map 3. The War Begins 4. Sand Excursion 5. Assembling The Troops 6. The Spice Must Flow 7. The Overseer 8. Battle of The Atreides 9. Ride The Worm 10. Infiltrating The Harkonnen 11. Unsuspected Attack 12. Fremen Alliance 13. Assassination Attempt 14. Fight in The Dunes 15. Atreides Score | 1. Harkonnen Menu 2. Harkonnen Map 3. The Machine 4. Surrounded 5. Tribute To Evil 6. Harkonnen Force 7. Legacy 8. Unstoppable 9. Dark Alliance 10. War For The Spice 11. Defenders Of Arrakis 12. House Harkonnen 13. Invincible 14. Victory Is Inevitable 15. Harkonnen Score | 1. Ordos Menu 2. Ordos Map 3. Not an Option 4. The Strategist 5. House Ordos 6. Ghola 7. Executronic 8. Deception 9. Sabotage 10. Dream of The Executrix 11. A Plan of Attack 12. Ordos Control 13. The Specimen 14. Infiltrators 15. Ordos Score | 1. The War Begins 2. The Machine 3. Not an Option 4. Unstoppable 5. Ride The Worm 6. Sabotage 7. Harkonnen Force 8. Assembling The Troops 9. Ghola 10. Legacy 11. The Specimen 12. The Spice Must Flow 13. Tribute to Evil | 1. Setup 2. Menu 3. Score |

У Дома Атрейдес музыка представляет собой пустынные, космические и имперские мотивы. Для Дома Атрейдис писал музыку Фрэнк Клепаки.
У Дома Харконнен музыка тяжёлая, монументальная с инфернальными и космическими мотивами. Писал музыку для Дома Харконнен Дэвид Аркенстоун.
У Дома Ордос музыка написана в жанрах техно, электроники и присутствуют ледяные мрачные мотивы. Музыку для Дома Ордос писал Джаррид Мендельсон.
В официальный саундтрек вошли только 13 треков.

## Отзывы в прессе
| Сводный рейтинг       | Сводный рейтинг       |
| Агрегатор             | Оценка                |
| --------------------- | --------------------- |
| GameRankings          | 82,40 %               |
| Metacritic            | 79 / 100 (19 обзоров) |
| MobyRank              | 81 / 100              |
| Иноязычные издания    |                       |
| Издание               | Оценка                |
| AllGame               | [ 4 ]                 |
| CVG                   | 7,6 / 10              |
| GameRevolution        | B+                    |
| GameSpot              | 8,3 / 10              |
| IGN                   | 8 / 10                |
| Русскоязычные издания |                       |
| Издание               | Оценка                |
| Absolute Games        | 60 %                  |
| «Домашний ПК»         | 85 / 100              |
| «Игромания»           | 9,0 / 10              |

В целом игра Emperor: Battle for Dune была встречена положительно согласно оценкам на сайтах-агрегаторах мнений. Отмечается, что Emperor: Battle for Dune является достойным и органичным продолжением серии Dune. Рецензенты хвалят высокое качество визуального оформления игры, разнообразные пейзажи и атмосферные саундтреки.
Критики расходятся во мнении по поводу повторяемости Emperor: Battle for Dune по отношению к предыдущим играм серии. Одни высказываются в поддержку классического подхода, другие обвиняют Westwood Studios в клонировании, что вызывает у игроков скуку и ощущение дежавю. Также среди недостатков игры выделяется слабость искусственного интеллекта даже на самом высоком уровне сложности.